# Rio Arinaș
O Rio Arinaş é um rio da Romênia afluente do rio Bistriţa, localizado no distrito de Suceava.